# Вне закона (фильм, 1986)
«Вне закона» — чёрно-белый кинофильм 1986 года режиссёра Джима Джармуша с Томом Уэйтсом, Джоном Лури и Роберто Бениньи в главных ролях.

## Сюжет
Действие происходит в Новом Орлеане. Диск-жокей Зак (Том Уэйтс) не терпит никакого руководства и в очередной раз потеряв работу на радиостанции и расставшись с подругой (Эллен Баркин), соглашается перегнать ворованный автомобиль, чтобы заработать немного денег. Однако вместо быстрого заработка Зак не менее быстро оказывается в тюрьме. Джек (Джон Лури) — делец, занимается сутенёрством, попадает в одну камеру с Заком. Вскоре к ним подсаживают странного итальянца Боба (Роберто Бениньи), осужденного за непредумышленное убийство, знающего по-английски всего несколько фраз и обожающего американские фильмы. Зак и Джек постоянно конфликтуют, общение в камере поддерживает только Боб. В конце концов троица неудачников решается на побег, который им удается. Чтобы скрыться от полиции, они покидают Луизиану, пересекая лес и плывя по реке.
Выбравшись из леса, беглецы заходят в маленький ресторан, чтобы перекусить. Там Боб знакомится с Николеттой (Николетта Браски), в которую тут же влюбляется и решает остаться с ней.
Два других героя, Зак и Джек, после ночи отдыха расходятся на первом перекрестке.
Сюжет этой замечательной притчи — идеальная иллюстрация почти всех картин Джармуша. Встретились, поговорили и разошлись, чтобы больше никогда не увидеться.

## В ролях
- Роберто Бениньи — Боб
- Том Уэйтс — Зак
- Джон Лури — Джэк
- Эллен Баркин — Лаурета
- Николетта Браски — Николетта

## Награды
- Номинирован на Каннском кинофестивале 1986 года
- Лауреат норвежской премии Amanda Awards

## Создатели фильма
- Режиссёр-постановщик: Джим Джармуш
- Автор сценария: Джим Джармуш
- Оператор-постановщик: Робби Мюллер
- Художник-постановщик: Джанет Денсмор

## Интересные факты
- Роберто Бениньи и Николетта Браски на самом деле были влюблены во время создания картины. После окончания съёмок они поженились.